# Lista gatunków z rodzaju Glenea
Lista gatunków z rodzaju Glenea – lista gatunków chrząszczy z rodziny kózkowatych zaliczanych do rodzaju Glenea.
Do Glenea należy 718 gatunków i 36 podrodzajów:

- Podrodzaj: Accolona Strand, 1942
  - Glenea astathiformis
  - Glenea superba
- Podrodzaj: Acutoglenea Breuning, 1961
  - Glenea acuta
  - Glenea albovittata
  - Glenea cardinalis
  - Glenea dimorpha
  - Glenea erythrodera
  - Glenea extensa
  - Glenea langana
  - Glenea numerifera
  - Glenea subochracea
  - Glenea theodosia
  - Glenea versuta
- Podrodzaj: Annuliglenea Breuning, 1958
  - Glenea annuliventris
- Podrodzaj: Aridoglenea Breuning, 1958
  - Glenea arida
  - Glenea biannulata
  - Glenea cancellata
  - Glenea decolorata
  - Glenea delkeskampi
  - Glenea diversesignata
  - Glenea flavorubra
  - Glenea lineatithorax
  - Glenea meiyingae
  - Glenea meridionalis
  - Glenea obsoleta
  - Glenea pseudovaga
  - Glenea scapifera
  - Glenea shuteae
  - Glenea subarida
  - Glenea vaga
  - Glenea vagemaculipennis
- Podrodzaj: Bajoglenea Breuning, 1952
  - Glenea baia
  - Glenea pseudobaja
- Podrodzaj: Brunneoglenea Breuning, 1958
  - Glenea brunnipennis
  - Glenea salwattyana
- Podrodzaj: Citrinoglenea Breuning, 1958
  - Glenea anterufipennis
  - Glenea citrina
  - Glenea gardneriana
- Podrodzaj: Cylindroglenea Breuning, 1958
  - Glenea cylindrica
- Podrodzaj: Elongatoglenea Breuning, 1952
  - Glenea carinipennis
  - Glenea elongatipennis
  - Glenea nigroscutellaris
  - Glenea rufipennis
- Podrodzaj: Euglenea Heller, 1896
  - Glenea jirouxi
  - Glenea sarasinorum
- Podrodzaj: Fasciculoglenea Breuning, 1952
  - Glenea fasciculosa
- Podrodzaj: Formosoglenea Breuning, 1969
  - Glenea ochreomaculata
- Podrodzaj: Glenea Newman, 1842
  - Glenea acutipennis
  - Glenea acutoides
  - Glenea adelpha
  - Glenea aeolis
  - Glenea afghana
  - Glenea albocingulata
  - Glenea albofasciata
  - Glenea albofasciolata
  - Glenea albolineata
  - Glenea albolineosa
  - Glenea alboplagiata
  - Glenea albopunctata
  - Glenea alboscutellaris
  - Glenea albosignatipennis
  - Glenea albotarsalis
  - Glenea algebraica
  - Glenea algebraoides
  - Glenea aluensis
  - Glenea amoena
  - Glenea andamanensis
  - Glenea angustelineata
  - Glenea anna
  - Glenea annulicornis
  - Glenea anteochracea
  - Glenea anticepunctata
  - Glenea aphrodite
  - Glenea apicaloides
  - Glenea apicepurpurata
  - Glenea arcuata
  - Glenea arfakensis
  - Glenea argus
  - Glenea argyrostetha
  - Glenea arithmetica
  - Glenea arouensis
  - Glenea artemis
  - Glenea aspasia
  - Glenea assamana
  - Glenea assamensis
  - Glenea astarte
  - Glenea atriceps
  - Glenea atricilla
  - Glenea atricornis
  - Glenea atripennis
  - Glenea atropa
  - Glenea aurivillii
  - Glenea azurea
  - Glenea babiana
  - Glenea badurensis
  - Glenea bakeriana
  - Glenea balabacensis
  - Glenea baliana
  - Glenea balingiti
  - Glenea balteata
  - Glenea bangueyensis
  - Glenea baramensis
  - Glenea barsevskis
  - Glenea basalis
  - Glenea basiflavofemorata
  - Glenea basilana
  - Glenea batoeana
  - Glenea beccarii
  - Glenea bedoci
  - Glenea beesoni
  - Glenea belli
  - Glenea bellona
  - Glenea benguetana
  - Glenea bicolor
  - Glenea bidiscovittata
  - Glenea biflavomaculata
  - Glenea bimaculatithorax
  - Glenea bimaculicollis
  - Glenea bimaculipennis
  - Glenea biplagiatipennis
  - Glenea bipunctithorax
  - Glenea bisbivittata
  - Glenea bivittata
  - Glenea blandina
  - Glenea blandinella
  - Glenea boafoi
  - Glenea borneensis
  - Glenea bougainvillei
  - Glenea bryanti
  - Glenea buquetii
  - Glenea buruana
  - Glenea calypso
  - Glenea calypsoides
  - Glenea camelina
  - Glenea camerunica
  - Glenea camilla
  - Glenea canidia
  - Glenea caninia
  - Glenea capriciosa
  - Glenea caraga
  - Glenea carneipes
  - Glenea carreti
  - Glenea cassandra
  - Glenea centralis
  - Glenea centroguttata
  - Glenea ceylonica
  - Glenea chalybeata
  - Glenea changchini
  - Glenea chlorospila
  - Glenea chrysescens
  - Glenea chrysomaculata
  - Glenea chrysotincta
  - Glenea chujoi
  - Glenea cincticornis
  - Glenea cinerea
  - Glenea cinna
  - Glenea circulomaculata
  - Glenea citrinopubens
  - Glenea clavifera
  - Glenea cleome
  - Glenea clermonti
  - Glenea clymene
  - Glenea clytiformis
  - Glenea clytoides
  - Glenea coelestina
  - Glenea coeruleipennis
  - Glenea coeruleosignata
  - Glenea colenda
  - Glenea collaris
  - Glenea collarti
  - Glenea colobotheoides
  - Glenea commissa
  - Glenea concinna
  - Glenea consanguis
  - Glenea conspersa
  - Glenea coomani
  - Glenea coris
  - Glenea corporaalis
  - Glenea craengiana
  - Glenea crucicollis
  - Glenea crucifera
  - Glenea curtipennis
  - Glenea curvilinea
  - Glenea cyanipennis
  - Glenea cyanura
  - Glenea cylindrepomoides
  - Glenea cylindricollis
  - Glenea dalatensis
  - Glenea damalis
  - Glenea decemguttata
  - Glenea dejeani
  - Glenea despecta
  - Glenea detrita
  - Glenea detritoides
  - Glenea diana
  - Glenea dido
  - Glenea didyma
  - Glenea didymoides
  - Glenea difficilis
  - Glenea dimidiata
  - Glenea disa
  - Glenea discoantefasciata
  - Glenea discofasciata
  - Glenea discoidalis
  - Glenea discomaculata
  - Glenea distinguenda
  - Glenea divergevittata
  - Glenea diverselineata
  - Glenea diversemaculata
  - Glenea diversenotata
  - Glenea diversimembris
  - Glenea dohertyi
  - Glenea doriai
  - Glenea dorsalis
  - Glenea dorsaloides
  - Glenea ducalis
  - Glenea duodecimplagiata
  - Glenea ealensis
  - Glenea elegantissima
  - Glenea enganensis
  - Glenea excubitans
  - Glenea exculta
  - Glenea extrema
  - Glenea fainanensis
  - Glenea fasciata
  - Glenea fasolii
  - Glenea fatalis
  - Glenea fissicauda
  - Glenea flava
  - Glenea flavicollis
  - Glenea flavicornis
  - Glenea flavimembris
  - Glenea flavocincta
  - Glenea flavomaculatoides
  - Glenea flavosignata
  - Glenea flavotincta
  - Glenea flavotransversevittata
  - Glenea flavovertex
  - Glenea flavovittata
  - Glenea formosana
  - Glenea fortii
  - Glenea fruhstorferi
  - Glenea fulmeki
  - Glenea fulvomaculata
  - Glenea funerula
  - Glenea fuscipennis
  - Glenea gabonica
  - Glenea gahani
  - Glenea galathea
  - Glenea gardneri
  - Glenea gedeensis
  - Glenea giannii
  - Glenea giraffa
  - Glenea glabronotata
  - Glenea glauca
  - Glenea glaucescens
  - Glenea glaucoptera
  - Glenea glechomoides
  - Glenea gratiosa
  - Glenea grisea
  - Glenea griseifrons
  - Glenea griseoguttata
  - Glenea griseolineata
  - Glenea grisescens
  - Glenea hauseri
  - Glenea helleri
  - Glenea heptagona
  - Glenea hieroglyphica
  - Glenea holonigripennis
  - Glenea humeralis
  - Glenea humerointerrupta
  - Glenea humeroinvittata
  - Glenea hwasiana
  - Glenea iligana
  - Glenea illuminata
  - Glenea indiana
  - Glenea infraflava
  - Glenea infragrisea
  - Glenea infrarufa
  - Glenea inlineata
  - Glenea innotatithorax
  - Glenea insignis
  - Glenea intermixta
  - Glenea interrupta
  - Glenea iphia
  - Glenea iresine
  - Glenea iridescens
  - Glenea iriei
  - Glenea iwasakii
  - Glenea jacintha
  - Glenea jacobseni
  - Glenea japensis
  - Glenea jeanvoinei
  - Glenea jini
  - Glenea johani
  - Glenea johnstoni
  - Glenea joliveti
  - Glenea kambaitiensis
  - Glenea kanalensis
  - Glenea kannegieteri
  - Glenea keyana
  - Glenea khasiana
  - Glenea kinabaluensis
  - Glenea kusamai
  - Glenea labuanensis
  - Glenea lachrymosa
  - Glenea lacteomaculata
  - Glenea laodice
  - Glenea laosensis
  - Glenea latelinea
  - Glenea lateochreovittata
  - Glenea laterinuda
  - Glenea latevittata
  - Glenea latevittipennis
  - Glenea laudata
  - Glenea lecta
  - Glenea lefebvrii
  - Glenea lepida
  - Glenea leptis
  - Glenea leucomaculata
  - Glenea leucosignatipennis
  - Glenea leucospila
  - Glenea licenti
  - Glenea lineata
  - Glenea lineatocollis
  - Glenea lineatoides
  - Glenea linwenhsini
  - Glenea loosdregti
  - Glenea loriai
  - Glenea luctuosa
  - Glenea lugubris
  - Glenea lunulata
  - Glenea lusoria
  - Glenea luteicollis
  - Glenea luteosignata
  - Glenea lycoris
  - Glenea magdelainei
  - Glenea major
  - Glenea malabarica
  - Glenea malaisei
  - Glenea malasiaca
  - Glenea manto
  - Glenea masakii
  - Glenea matangensis
  - Glenea mathematica
  - Glenea maunieri
  - Glenea medea
  - Glenea mediorufa
  - Glenea mediotransversevittata
  - Glenea melia
  - Glenea melissa
  - Glenea mentaweiana
  - Glenea mephisto
  - Glenea merangensis
  - Glenea mesoleuca
  - Glenea mimoscalaris
  - Glenea minerva
  - Glenea miniacea
  - Glenea mira
  - Glenea miroides
  - Glenea mitonoana
  - Glenea modica
  - Glenea modiglianii
  - Glenea mona
  - Glenea monoides
  - Glenea monticola
  - Glenea montivaga
  - Glenea montrouzieri
  - Glenea mouhoti
  - Glenea moultoni
  - Glenea mucorea
  - Glenea multiguttata
  - Glenea multiinterrupta
  - Glenea mutata
  - Glenea myrrhis
  - Glenea myrsia
  - Glenea myrsine
  - Glenea nanshanchiana
  - Glenea negrosiana
  - Glenea neopomeriana
  - Glenea neosangirica
  - Glenea newmannii
  - Glenea nicanor
  - Glenea nicobarica
  - Glenea nigeriae
  - Glenea nigerrima
  - Glenea nigriceps
  - Glenea nigrifrons
  - Glenea nigripennis
  - Glenea nigroapicalis
  - Glenea nigrotibialis
  - Glenea niobe
  - Glenea nitidicollis
  - Glenea niveopectus
  - Glenea nobilis
  - Glenea novemguttata
  - Glenea nudipennis
  - Glenea obliqua
  - Glenea obliquesignata
  - Glenea ochraceolineata
  - Glenea ochraceovittata
  - Glenea ochreicollis
  - Glenea ochreithorax
  - Glenea ochreobivittata
  - Glenea ochreolineata
  - Glenea ochreosuturalis
  - Glenea ochreovittata
  - Glenea ochreovittipennis
  - Glenea octoguttata
  - Glenea octomaculata
  - Glenea oeme
  - Glenea oemoides
  - Glenea olbrechtsi
  - Glenea olyra
  - Glenea omeiensis
  - Glenea ora
  - Glenea oreophila
  - Glenea orichalcea
  - Glenea oriformis
  - Glenea ornamentalis
  - Glenea ornata
  - Glenea ornatoides
  - Glenea ossifera
  - Glenea padangensis
  - Glenea pagana
  - Glenea pallidipes
  - Glenea papiliomaculata
  - Glenea papuensis
  - Glenea paracarneipes
  - Glenea paradiana
  - Glenea parahumerointerrupta
  - Glenea paramephisto
  - Glenea paramounieri
  - Glenea paraornata
  - Glenea parartensis
  - Glenea parasauteri
  - Glenea parasuavis
  - Glenea parexculta
  - Glenea parteconjunctevittata
  - Glenea partefuscipennis
  - Glenea pascoei
  - Glenea paulina
  - Glenea penangensis
  - Glenea pendleburyi
  - Glenea peregoi
  - Glenea peria
  - Glenea philippinensis
  - Glenea pici
  - Glenea pieliana
  - Glenea pieti
  - Glenea plagiata
  - Glenea plagicollis
  - Glenea plagifera
  - Glenea plagiventris
  - Glenea posticata
  - Glenea problematica
  - Glenea propinqua
  - Glenea proserpina
  - Glenea proxima
  - Glenea proximoides
  - Glenea pseudadelia
  - Glenea pseudaeolis
  - Glenea pseudeclectica
  - Glenea pseudinterrupta
  - Glenea pseudocamelina
  - Glenea pseudocaninia
  - Glenea pseudocolobotheoides
  - Glenea pseudogiraffa
  - Glenea pseudoglaucescens
  - Glenea pseudoindiana
  - Glenea pseudolaudata
  - Glenea pseudoluctuosa
  - Glenea pseudomelissa
  - Glenea pseudomephisto
  - Glenea pseudomyrsine
  - Glenea pseudoperia
  - Glenea pseudopuella
  - Glenea pseudoregularis
  - Glenea pseudornatoides
  - Glenea pseudoscalaris
  - Glenea pseudosuavis
  - Glenea pseudoweyersi
  - Glenea puella
  - Glenea pujoli
  - Glenea pulchella
  - Glenea pulchra
  - Glenea punctata
  - Glenea pustulata
  - Glenea pygidialis
  - Glenea quadrialbovittata
  - Glenea quadriguttata
  - Glenea quadrimaculata
  - Glenea quadriochreomaculata
  - Glenea quadriplagiata
  - Glenea quatuordecimmaculata
  - Glenea quatuordecimpunctata
  - Glenea quezonica
  - Glenea quinquelineata
  - Glenea quinquevittata
  - Glenea referens
  - Glenea regularis
  - Glenea relicta
  - Glenea robinsoni
  - Glenea rondoni
  - Glenea rubra
  - Glenea rubriceps
  - Glenea rubripennis
  - Glenea rubrobasicornis
  - Glenea rufa
  - Glenea rufescens
  - Glenea ruficollis
  - Glenea rufifrons
  - Glenea rufipes
  - Glenea rufobasalis
  - Glenea rufobasaloides
  - Glenea rufuloantennata
  - Glenea saigonensis
  - Glenea salomonum
  - Glenea salvazai
  - Glenea samarensis
  - Glenea sanctaemariae
  - Glenea sangirensis
  - Glenea saperdiformis
  - Glenea saperdoides
  - Glenea scalaris
  - Glenea schwarzeri
  - Glenea scripta
  - Glenea sedecimmaculata
  - Glenea sejuncta
  - Glenea selangorensis
  - Glenea semiluctuosa
  - Glenea sexguttata
  - Glenea sexnotata
  - Glenea sexplagiata
  - Glenea sexvitticollis
  - Glenea siamensis
  - Glenea signaticollis
  - Glenea signatifrons
  - Glenea signatipennis
  - Glenea signifera
  - Glenea sikkimensis
  - Glenea silhetana
  - Glenea silhetica
  - Glenea simalurica
  - Glenea siporana
  - Glenea sjoestedti
  - Glenea smaragdina
  - Glenea sobrina
  - Glenea sobrinoides
  - Glenea socia
  - Glenea soembana
  - Glenea solokensis
  - Glenea sophronia
  - Glenea sordida
  - Glenea splendidula
  - Glenea stella
  - Glenea stellatoides
  - Glenea stictica
  - Glenea strigata
  - Glenea suada
  - Glenea suavis
  - Glenea subabbreviata
  - Glenea subadelia
  - Glenea subadelpha
  - Glenea subalcyone
  - Glenea subaurata
  - Glenea subbasalis
  - Glenea subclytoides
  - Glenea subcoeruleata
  - Glenea subcrucifera
  - Glenea subelegantissima
  - Glenea subgrisea
  - Glenea subhuonora
  - Glenea submajor
  - Glenea submephisto
  - Glenea subminiacea
  - Glenea subregularis
  - Glenea subrouyeri
  - Glenea subrubricollis
  - Glenea subsaperdiformis
  - Glenea subscalaris
  - Glenea subsimili
  - Glenea substellata
  - Glenea subteraurescens
  - Glenea subviridescens
  - Glenea suensoni
  - Glenea sulawesiana
  - Glenea sulphurea
  - Glenea sulphuroides
  - Glenea sumatrana
  - Glenea suturalis
  - Glenea suturata
  - Glenea suturefasciata
  - Glenea suturevittata
  - Glenea sylvia
  - Glenea sylvioides
  - Glenea t-notata
  - Glenea taeniata
  - Glenea tatsienlui
  - Glenea telmissa
  - Glenea tenuilineata
  - Glenea thomensis
  - Glenea thomsoni
  - Glenea timoriensis
  - Glenea tingaudi
  - Glenea tolia
  - Glenea tonkinea
  - Glenea torquatella
  - Glenea transversefasciata
  - Glenea transversevittipennis
  - Glenea triangularis
  - Glenea triangulifera
  - Glenea trimaculipennis
  - Glenea tringaria
  - Glenea tritoleuca
  - Glenea trivittata
  - Glenea trivitticollis
  - Glenea truncatipennis
  - Glenea trunculatipennis
  - Glenea unialbonotata
  - Glenea univittata
  - Glenea univitticollis
  - Glenea ustulata
  - Glenea vanikorana
  - Glenea variabilis
  - Glenea varifascia
  - Glenea varipennis
  - Glenea venenata
  - Glenea venusta
  - Glenea vestalis
  - Glenea vietnamana
  - Glenea vigintiduomaculata
  - Glenea villiersi
  - Glenea vingerhoedti
  - Glenea violaceomicans
  - Glenea virens
  - Glenea virgata
  - Glenea viridescens
  - Glenea viridicuprea
  - Glenea viridilucens
  - Glenea viridipennis
  - Glenea vitali
  - Glenea vittifera
  - Glenea vittulata
  - Glenea voluptuosa
  - Glenea w-notata
  - Glenea waigiouensis
  - Glenea wallacei
  - Glenea wegneri
  - Glenea weigeli
  - Glenea wenhsini
  - Glenea wiedenfeldi
  - Glenea x-nigrum
  - Glenea xanthotaenia
  - Glenea zalinensis
- Podrodzaj: Grossoglenea Breuning, 1956
  - Glenea grandis
- Podrodzaj: Jordanoglenea Breuning, 1952
  - Glenea jordani
  - Glenea persimilis
- Podrodzaj: Lineatoglenea Breuning, 1950
  - Glenea lineatopunctata
- Podrodzaj: Lobunguiglenea Lin & Tavakilian, 2014
  - Glenea judsoni
- Podrodzaj: Luteoglenea Breuning, 1950
  - Glenea maculicollis
- Podrodzaj: Macroglenea Aurivillius, 1920
  - Glenea beatrix
  - Glenea bisbiguttata
  - Glenea corona
  - Glenea elegans
  - Glenea florensis
  - Glenea hasselti
  - Glenea juno
  - Glenea nivea
  - Glenea nympha
  - Glenea prevosti
  - Glenea similis
  - Glenea venus
  - Glenea voeti
- Podrodzaj: Menesioglenea Breuning, 1969
  - Glenea menesioides
- Podrodzaj: Metaglenea Breuning, 1956
  - Glenea pseudograndis
- Podrodzaj: Moraegamus Thomson, 1868
  - Glenea flavicapilla
- Podrodzaj: Poeciloglenea Aurivillius, 1920
  - Glenea celestis
  - Glenea celia
- Podrodzaj: Porphyrioglenea Breuning, 1956
  - Glenea porphyrio
- Podrodzaj: Pseudotanylecta Breuning, 1956
  - Glenea aterrima
  - Glenea itzingeri
  - Glenea keili
  - Glenea ochreoplagiata
  - Glenea speciosa
  - Glenea tibialis
- Podrodzaj: Punctoglenea Breuning, 1956
  - Glenea francisi
  - Glenea sexpunctata
- Podrodzaj: Reginoglenea Breuning, 1956
  - Glenea perakensis
  - Glenea regina
- Podrodzaj: Rubroglenea Breuning, 1956
  - Glenea nigrorubricollis
  - Glenea rubricollis
- Podrodzaj: Rufoglenea Breuning, 1956
  - Glenea bankoi
  - Glenea rufopunctata
- Podrodzaj: Spiniglenea Breuning, 1958
  - Glenea spinosipennis
- Podrodzaj: Stiroglenea Aurivillius, 1920
  - Glenea andamanica
  - Glenea andrewesi
  - Glenea angerona
  - Glenea cantor
  - Glenea grossepunctata
  - Glenea homonospila
  - Glenea krusemani
  - Glenea pseudocantor
  - Glenea quadrinotata
  - Glenea spilota
- Podrodzaj: Subgrossoglenea Breuning, 1956
  - Glenea ochreosignata
  - Glenea subgrandis
  - Glenea wongi
- Podrodzaj: Tanylecta Pascoe, 1866
  - Glenea aegoprepiformis
  - Glenea lambii
  - Glenea paralambi
- Podrodzaj: Vanikoroglenea Breuning, 1956
  - Glenea vanikorensis
- Podrodzaj: Vittiglenea Breuning, 1956
  - Glenea kraatzii
  - Glenea lateflavovittata
- Podrodzaj: Volumnia Thomson, 1861
  - Glenea apicalis
  - Glenea jeanneli
  - Glenea longula
  - Glenea morosa
  - Glenea submorosa